# Kōban
O kōban é um modelo de posto policial japonês, que remonta ao século XIX. É a base física da estrutura de polícia comunitária no Japão, adotado por diversos países, entre eles Estados Unidos, Taiuã, Brasil e Coreia do Sul.
Nestes pequenos postos urbanos, trabalham entre três a quatro oficiais de polícia, que agem preventivamente aconselhando a comunidade local sobre criminalidade, visitando domicílios habitados por pessoas que carecem de atenção especial e fomentando reuniões com os mais velhos e as lideranças da comunidade.

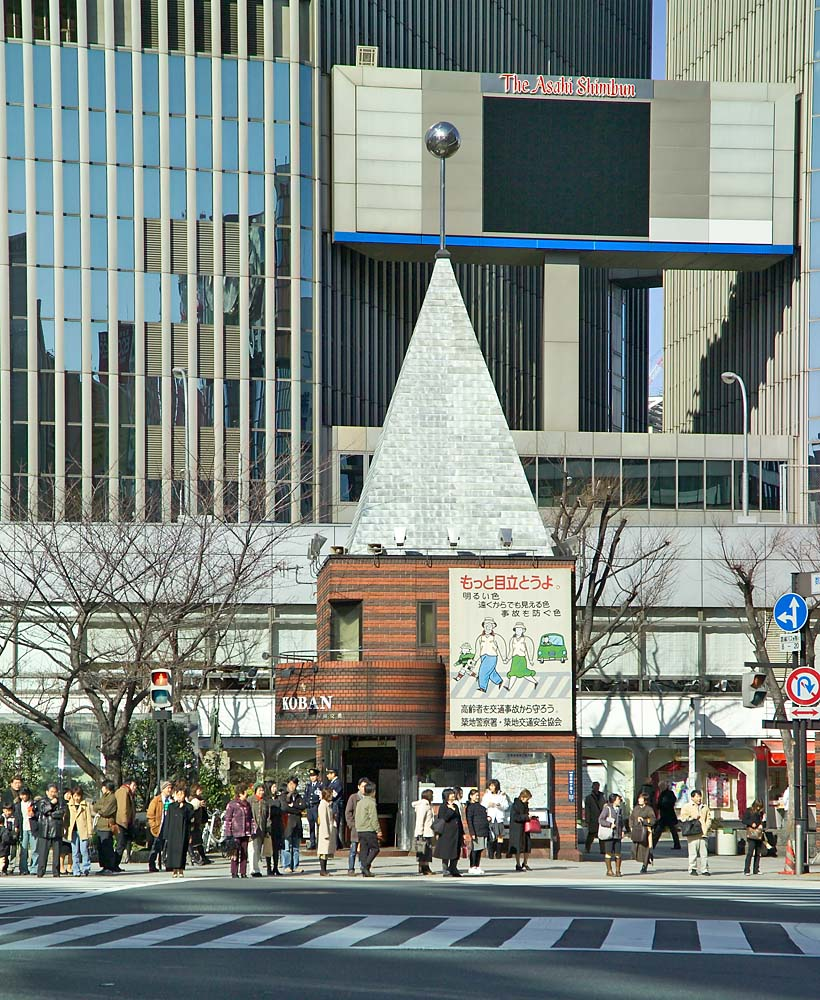
Ginza, área central de Tóquio
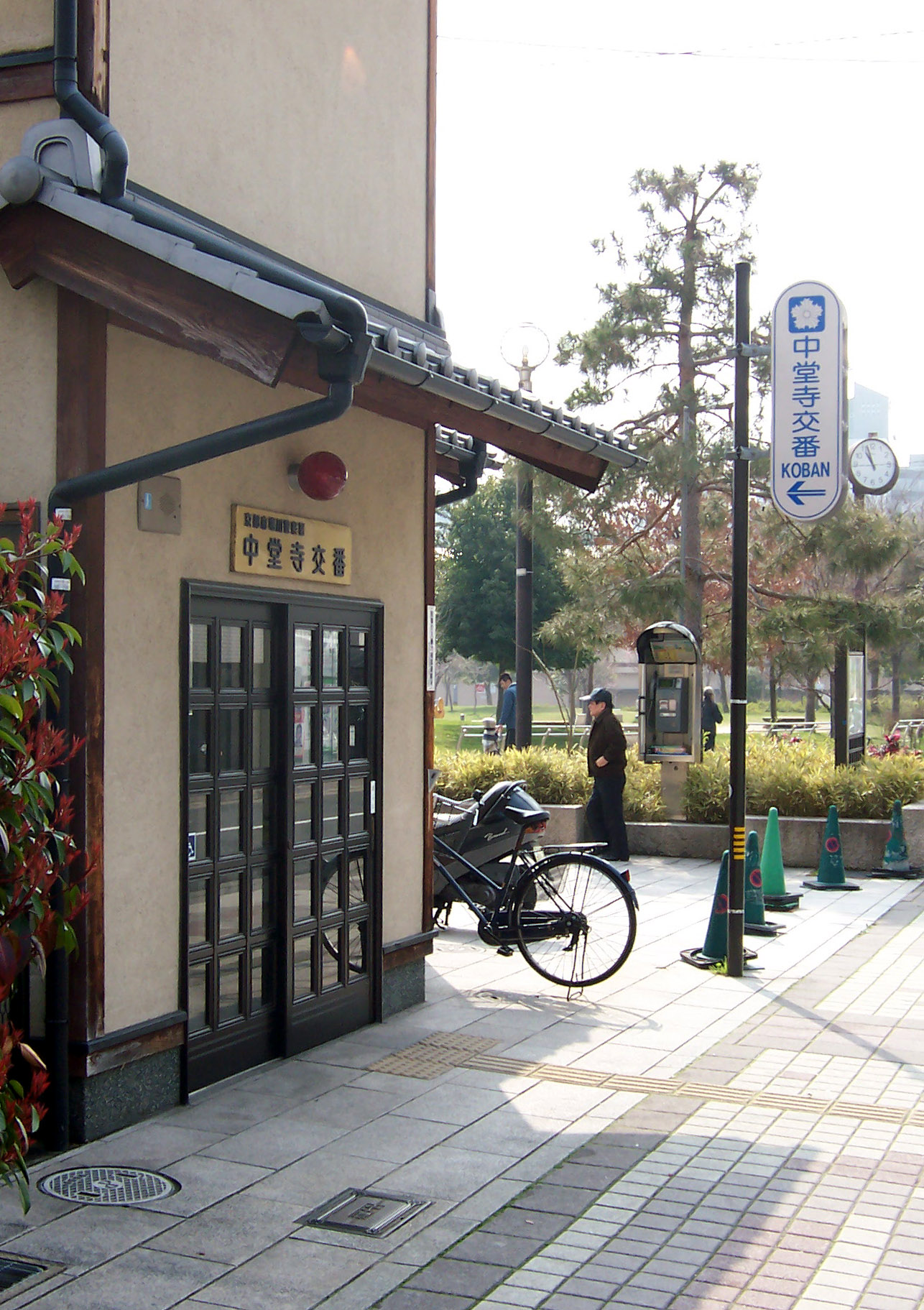
Quioto
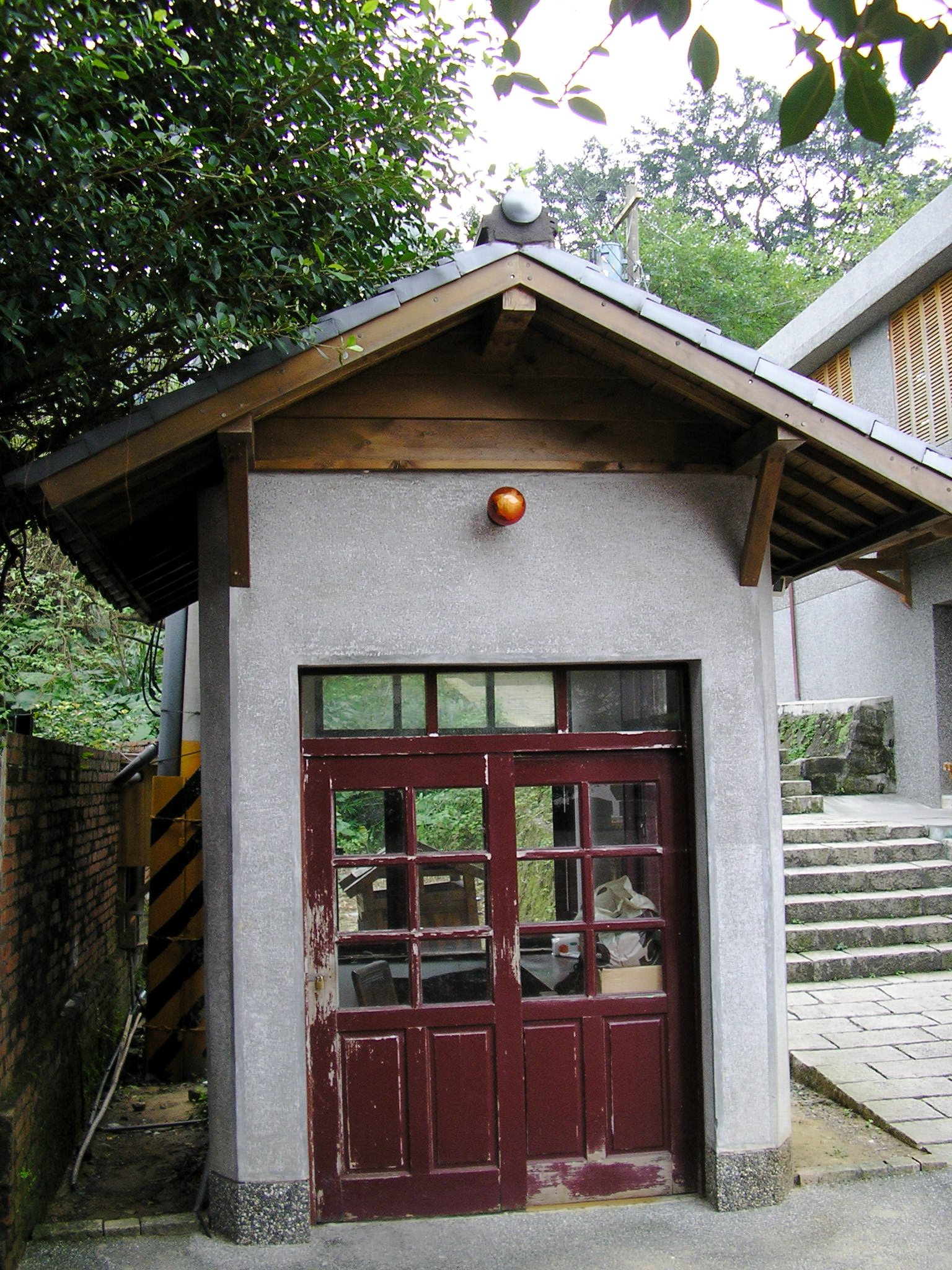
Kōban do período colonial em Taipé
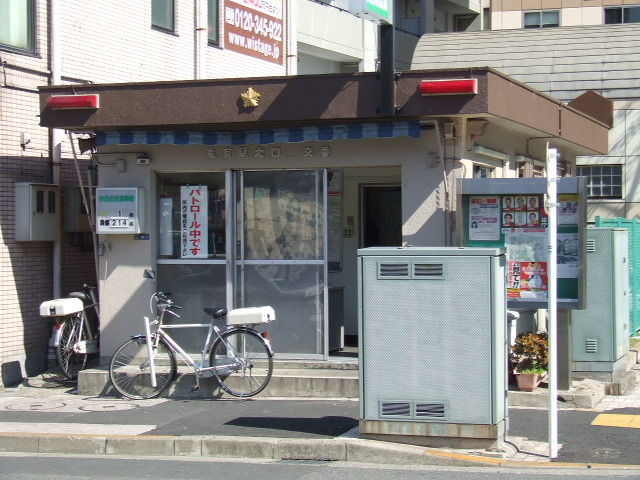
Bairro de Kameari, Katsushika, Tóquio
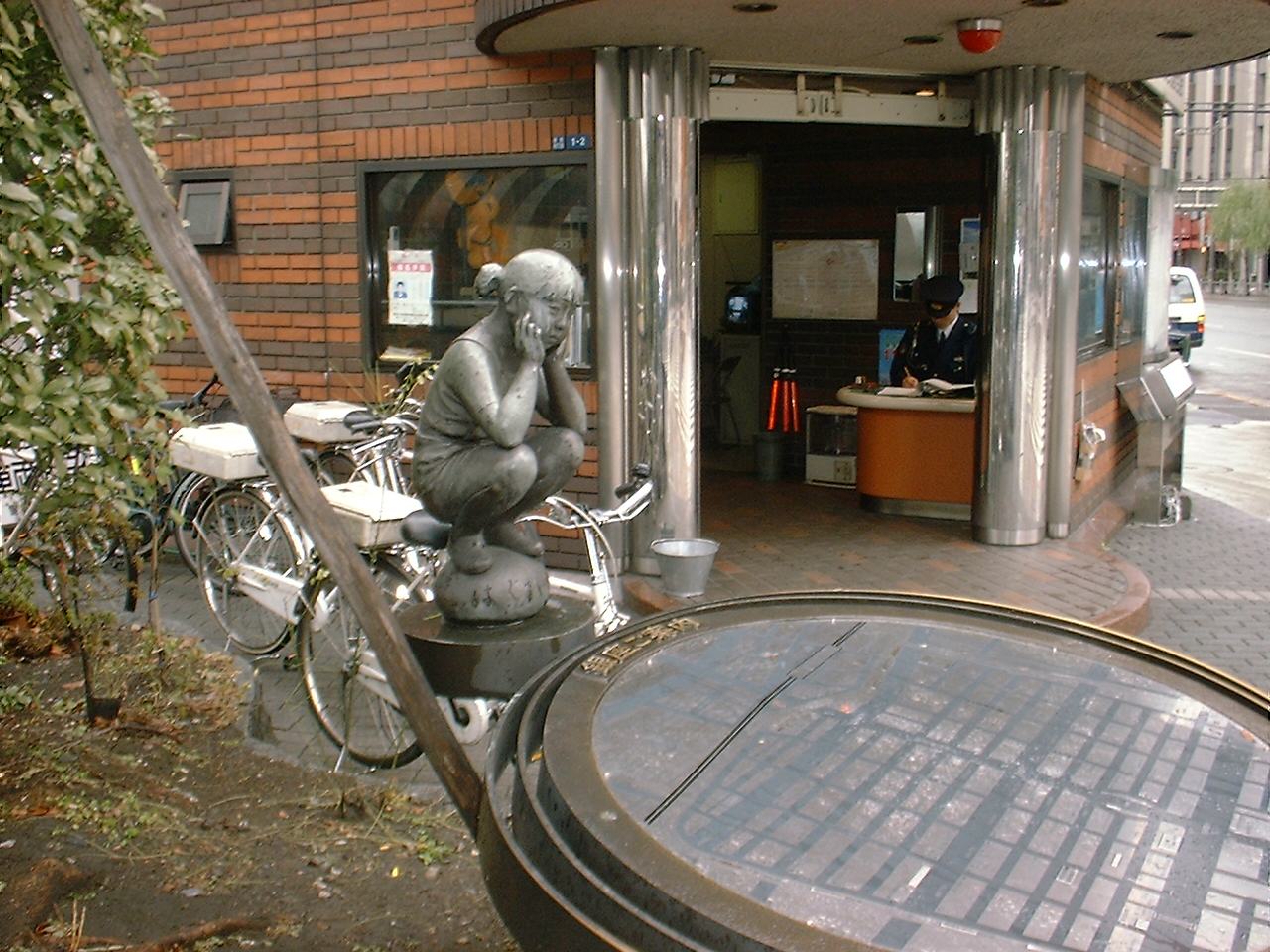
Policial trabalhando no kōban
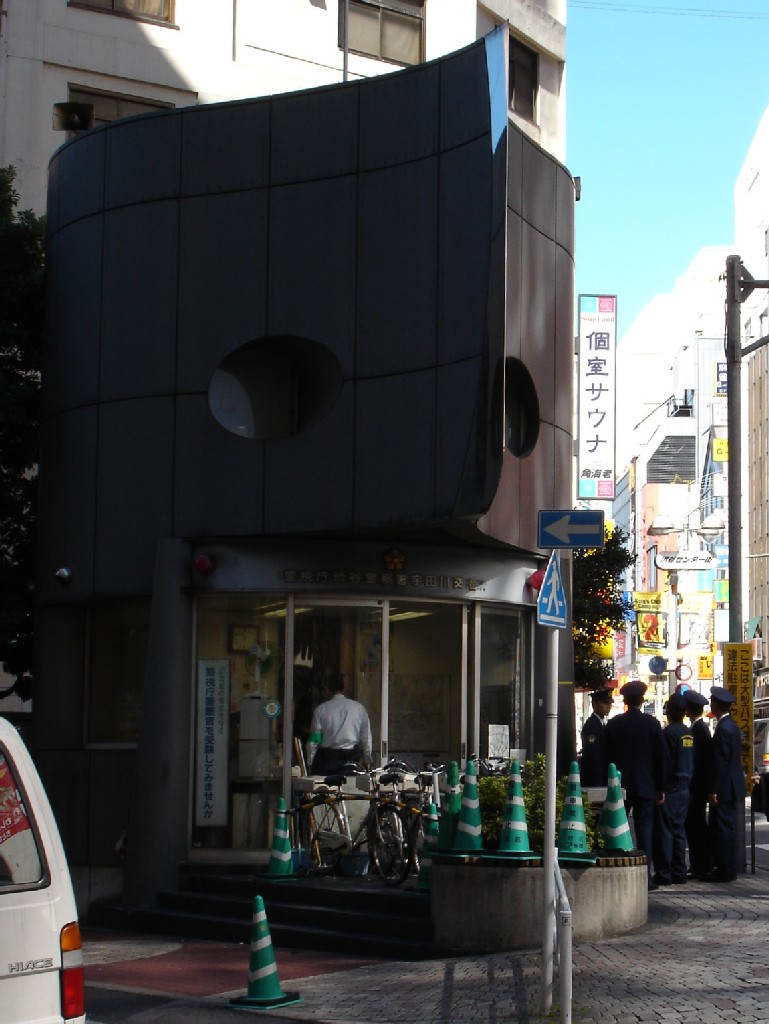
Bairro de Shibuya, Tóquio
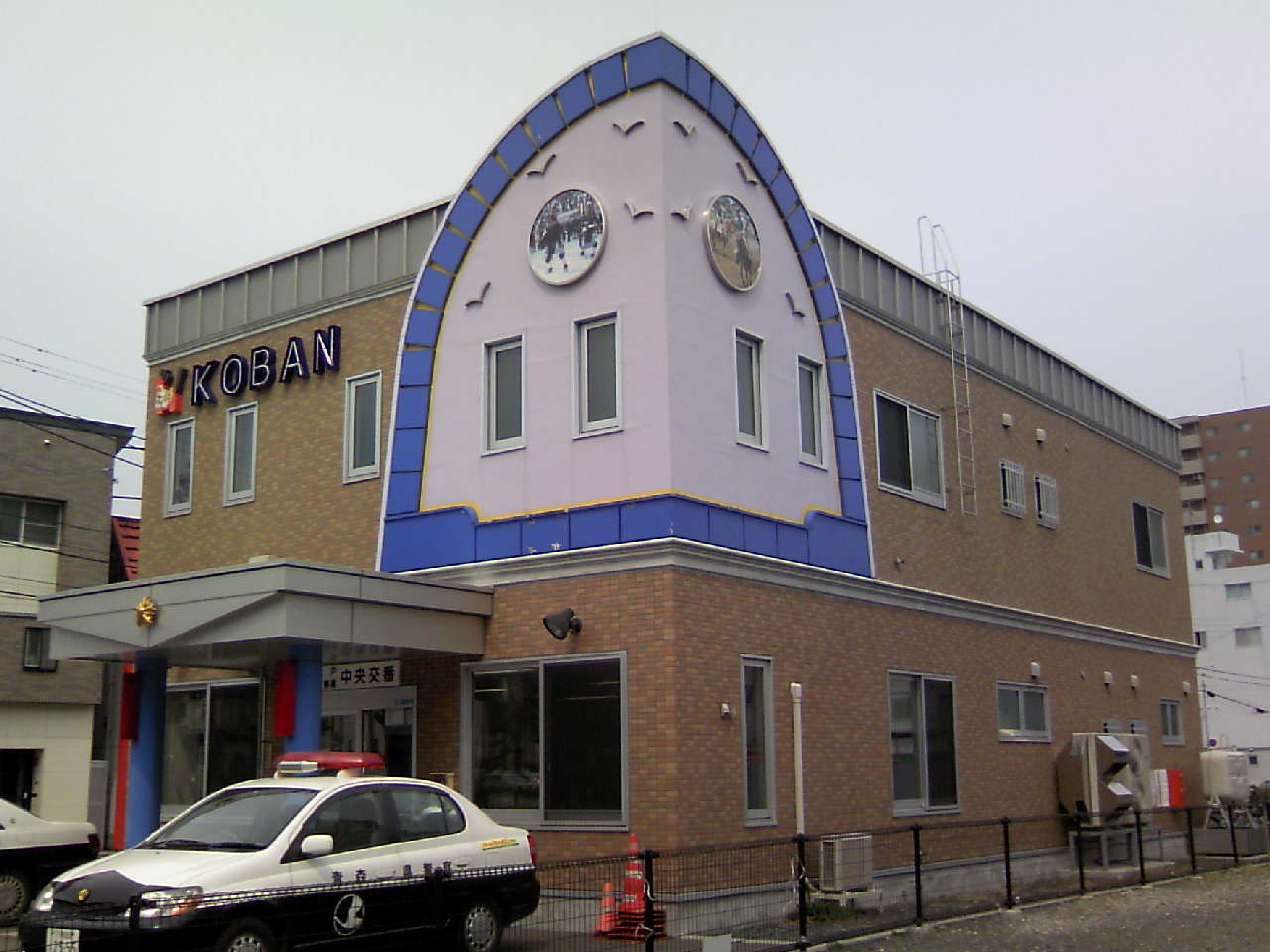
Hachinohe, Aomori